# Astyanax puka
Astyanax puka är en fiskart som beskrevs av Mirande, Aguilera och Maria De Las Mercedes Azpelicueta 2007. Astyanax puka ingår i släktet Astyanax och familjen Characidae. Inga underarter finns listade.